# Philosophie des Geistes

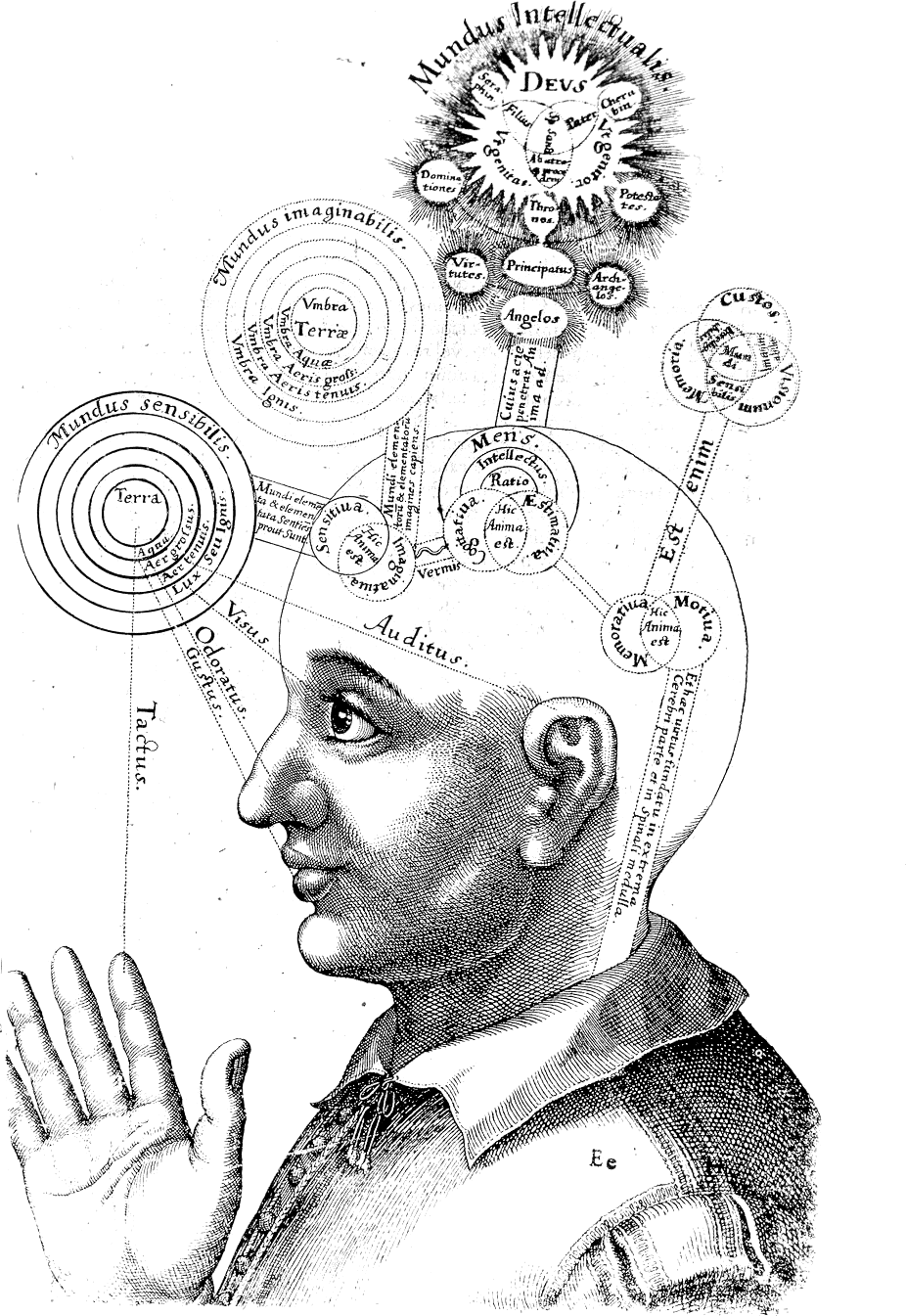
In der Philosophie wird der Geist oft als etwas anderes als der Körper gesehen. Er ist ein Teil einer höheren Ordnung der Realität.

Die Philosophie des Geistes ist ein Teilgebiet der Philosophie, das sich mit der Natur des Geistes und seiner Zustände, ihren Wirkungen und Ursachen beschäftigt. Zentral ist dabei die Frage nach dem Verhältnis von geistigen und körperlichen Zuständen. Neben diesen ontologischen Fragen befasst sich die Philosophie des Geistes auch mit den erkenntnistheoretischen Fragen nach der Erkennbarkeit des Geistes.
In der modernen Fachsprache wird nicht zwischen „Geist“ und „Seele“ unterschieden. Vielmehr umfasst hier der Begriff Geist – wie englisch mind – sowohl Bewusstsein und Denken als auch emotionale und andere psychische Funktionen. Entsprechend sind die gleichbedeutenden Adjektive geistig und mental – wie englisch mental – nicht von seelisch (oder psychisch) zu trennen, sondern schließen dies mit ein.

## Das Leib-Seele-Problem
Der Kern der Philosophie des Geistes ist das Leib-Seele-Problem, das manchmal „Körper-Geist-Problem“ oder auch „Geist-Gehirn-Problem“ genannt wird. Es besteht in der Frage, wie sich die mentalen Zustände (oder der Geist, das Bewusstsein, das Psychische, die Seele) zu den physischen Zuständen (oder dem Körper, dem Gehirn, dem Materiellen, dem Leib) verhalten. Handelt es sich hier um zwei verschiedene Substanzen? Oder sind das Mentale und das Physische letztlich eins? Dies sind die zentralen Fragen der Philosophie des Geistes. Jede Antwort wirft jedoch zahlreiche neue Fragen auf. Etwa: Sind wir in unserem Denken und Wollen frei? Könnten Computer auch einen Geist haben? Kann der Geist auch ohne den Körper existieren? Die Philosophie des Geistes ist daher mittlerweile ein enorm differenziertes Projekt. Bereits Platon hat dies in seinem Dialog Philebos (30a) thematisiert: „Sokrates: Unser Leib, wollen wir nicht sagen, der habe eine Seele? Protarchos: Offenbar wollen wir das. Sokrates: Woher aber, o lieber Protarchos, sollte er sie erhalten haben, wenn nicht auch des Ganzen Leib beseelt wäre, dasselbe habend wie er und noch in jeder Hinsicht trefflicher?“ Auch literarisch wurde das Thema behandelt, so zum Beispiel in einem mittelalterlichen, 1518 durch den Bieler Stadtschreiber Ludwig Sterner publizierten, deutschsprachigen (alemannischen) Gedicht des Hentz von den Eichen, das ein Streitgespräch zwischen Seele und Leib in der Tradition der Anima-Corpus-Altercationen (z. B. Visio Philiberti) darstellt.

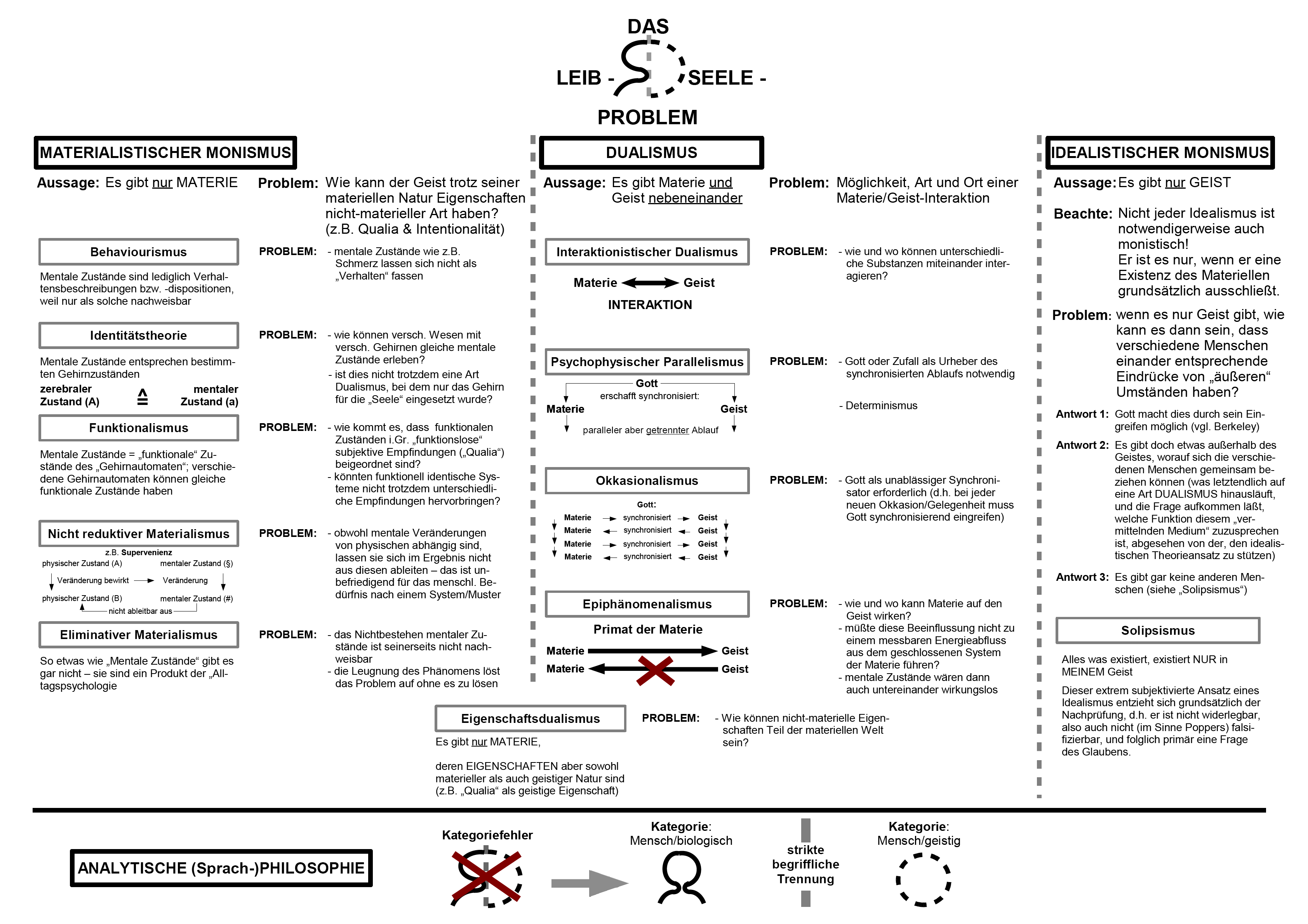
Schematische Übersicht zu grundlegenden Positionen, die hinsichtlich des Leib-Seele-Problems eingenommen werden (Beachte: In der philosophischen Theoriebildung kommt es regelmäßig zu Überschneidungen und Mischformen!)

Die erste moderne Formulierung des Leib-Seele-Problems stammt von René Descartes. Doch das Nachdenken über den Zusammenhang zwischen Körper und Geist geht bis in die Antike zurück. Platon etwa vertritt einen expliziten Dualismus, was sich in seiner Argumentation für die Seelenwanderung zeigt: Kann die Seele den Tod des Körpers überleben, so muss sie etwas anderes als der Körper sein. Bei Aristoteles sieht dies anders aus. Zwar postuliert Aristoteles ein „Pneuma“, das als Prinzip des Lebens allen Lebewesen eigen sei, doch das Pneuma wird der materiellen und körperlichen Welt nicht entgegengesetzt. Plotin, als Hauptvertreter des Neuplatonismus, geht von der Existenz des Einen aus, aus dem die menschlichen Seelen und alles andere entständen. Auch die Körper seien Ausfluss der Seelen, untergeordnet und von diesen weitgehend getrennt. Nach dem Tode trenne sich die Seele gänzlich vom Körper, und durch die moralische Wahlfreiheit vereinige sie sich mit dem Göttlichen oder entferne sich davon.
Im christlichen Mittelalter (Scholastik) ist die Unterscheidung zwischen Körper und immaterieller Seele wiederum Grundlage des Philosophierens. Der Einfluss der mittelalterlichen Philosophie ist in Descartes Formulierung des Dualismus unverkennbar.
Die meisten Menschen empfinden intuitiv eine Kluft zwischen mentalen und physischen Phänomenen. Dies hat dazu geführt, dass lange Zeit dualistische Standpunkte in der Philosophie des Geistes vorherrschend waren. Heute vertritt die Mehrheit der Philosophen materialistische Positionen. Auf dieser Basis muss jedoch die Frage beantwortet werden, wie das Bewusstsein materialistisch zu erklären ist.
Das Leib-Seele-Problem gilt heute als ein spezifisches Problem der europäischen Geistesgeschichte. Insbesondere die Philosophietraditionen in Asien (siehe Östliche Philosophie) gehen von grundsätzlich anderen metaphysischen Annahmen aus, wodurch diese Trennung in Geist und Körper als illusionär oder bedeutungslos erscheint.
An Stellungnahmen zum Leib-Seele-Problem kann man grundsätzlich „zwischen Dualisten und Monisten unterscheiden, wobei weiter drei Spielarten des Monismus unterschieden werden müssen: Der Materialismus oder Physikalismus mit seiner These, dass alles physischer Natur ist; der Idealismus mit der These, dass alles geistiger Natur ist; und schließlich der neutrale Monismus, der behauptet, dass alles von Natur aus gleich ist, daß diese Natur jedoch weder geistig noch physisch ist.“ Abgerundet wird das Problemfeld von philosophischen Stellungnahmen, die sich entweder der Alternative von Monismus und Dualismus nicht einfügen bzw. sich gegen diese positionieren (wie etwa von Vertretern der sprachphilosophischen Kritik mit ihrem klassischen Autor Ludwig Wittgenstein, oder von solchen der Phänomenologie mit ihrem prominentesten Vertreter Martin Heidegger), oder welche diese Alternative auf verschiedene Weise reformulieren oder revidieren (z. B. Henri Bergson).

## Dualistische Antworten auf das Leib-Seele-Problem
Der Dualismus reagiert auf die intuitive Kluft zwischen dem mentalen Innenleben und der physischen Realität wie folgt: Er behauptet, dass hier zwei grundsätzlich verschiedene Phänomene im Spiel seien – eben mentale und physische Entitäten. Je nachdem, wie die Entitäten weiter spezifiziert werden und wie man sich das Verhältnis von mentalen und physischen Entitäten vorstellt, kann man zu sehr verschiedenen Arten von Dualismen kommen.
Ruht der Dualismus allein auf der intuitiven Kluft zwischen Mentalem und Physischem? Oder gibt es konkrete Argumente für den Dualismus? Das wohl bekannteste Argument entwickelte René Descartes in seinen Meditationen. Es lässt sich wie folgt zusammenfassen: „Ich kann mir klar und deutlich vorstellen, dass Geist ohne Materie existiert. Was man sich klar und deutlich vorstellen kann, ist zumindest prinzipiell möglich. Also ist es zumindest prinzipiell möglich, dass Geist ohne Materie existiert. Wenn es prinzipiell möglich ist, dass Geist ohne Materie existiert, dann müssen Geist und Materie verschiedene Entitäten sein. Da also Geist und Materie verschiedene Entitäten sein müssen, ist der Dualismus folglich wahr.“
Die Prämissen dieses Argumentes können bezweifelt werden: Warum sollte zum Beispiel etwas möglich sein, nur weil es klar und deutlich vorgestellt werden kann? Trotz derartiger Probleme werden auch heutzutage noch Variationen von Descartes Argument verteidigt – etwa von Saul Kripke.

### Substanzdualistischer Interaktionismus (Influxionismus)

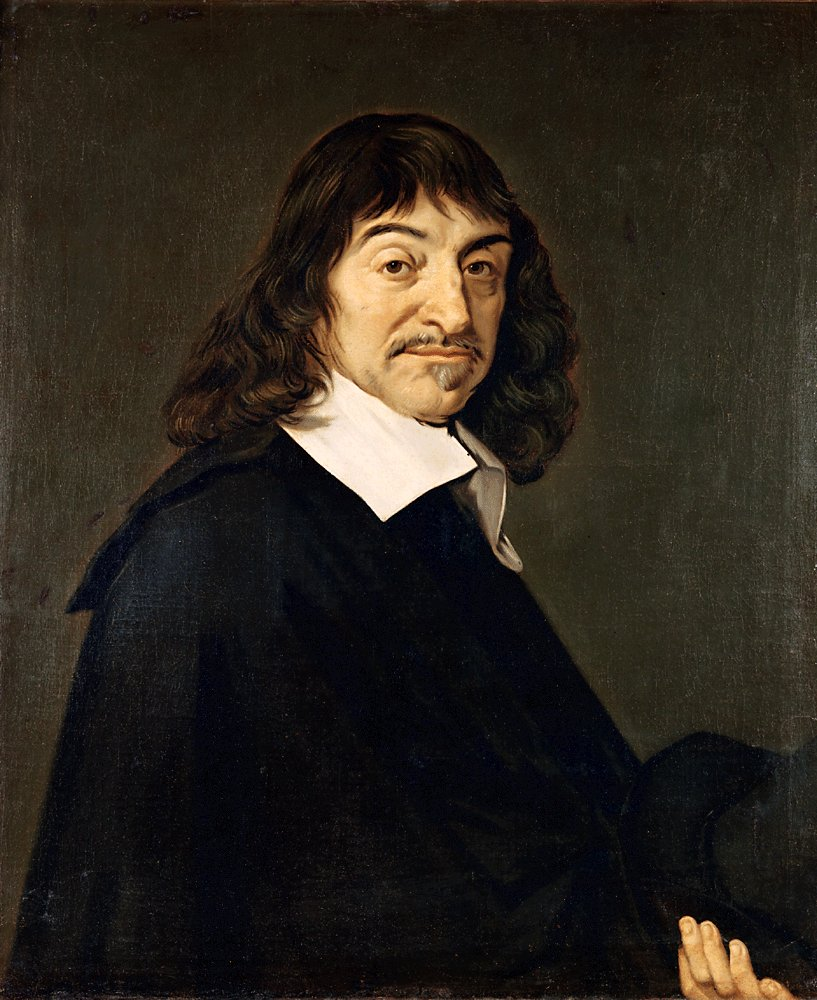
René Descartes, Porträt von Frans Hals (1648)

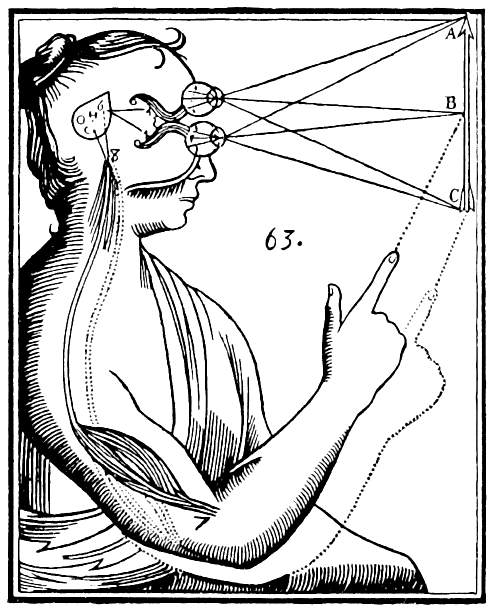
René Descartes’ Illustration der Interaktion zwischen Geist und Körper über die Epiphyse

Die klassische Form des Dualismus ist der interaktionistische Substanzdualismus. Er wurde in maßgeblicher Weise von René Descartes formuliert und hat auch noch heute Anhänger. Karl Popper und John Eccles waren die bekanntesten interaktionistischen Dualisten des 20. Jahrhunderts. Die grundlegenden Ideen lauten wie folgt: Geist und Materie sind verschiedene Substanzen und sie wirken aufeinander ein. Wenn ich mir mit der Nadel in den Finger steche, so werden von dort Signale in das Gehirn geleitet und dort muss es eine „Stelle“ geben, wo das Gehirn auf den immateriellen Geist wirkt. Genau so funktioniert es in die andere Richtung: Wenn ich Schmerzen habe, so wirkt der immaterielle Geist auf das Gehirn. Von da werden Signale ausgesendet und ich ziehe – beispielsweise – meine Hand zurück.
Ein derartiger Dualismus hat mit ernsten Problemen zu kämpfen: Wenn es einen Ort der Interaktion zwischen Geist und Gehirn gibt, so müsste dieser Ort auffindbar sein. Die Spekulationen von Descartes (er hoffte auf die Zirbeldrüse als Interaktionsort) wurden jedoch bald widerlegt. Auch sonst wurden nirgendwo sichtbare Stellen im Gehirn gefunden, an denen das Verhalten der Neuronen nur durch einen immateriellen Geist zu erklären wäre. Abgesehen davon, dass im Gehirn gar kein „Platz“ zu sein scheint für eine Interaktion, ist die Art der Wechselwirkung dabei eine offene Frage. In der jüngeren Zeit wurde dafür von einigen, zum Beispiel dem theoretischen Physiker und Mathematiker Roger Penrose, eine Interaktion durch Quanteneffekte vorgeschlagen, was aber von Kritikern wie dem Kosmologen und Wissenschaftsphilosoph Max Tegmark mit dem Argument zurückgewiesen wird, dass Dekohärenz von Quantenzuständen im Sub-Picosekundenbereich zu schnell eintritt, als dass diese für Hirnfunktionen relevant sein könnten.
Von Karl Popper stammt eine Theorie, die die duale Auffassung der Welt (physikalische Welt und mentale Welt, menschliches Bewusstsein) um eine 3. Welt erweitert (Drei-Welten-Theorie). Es handelt sich bei der 3. Welt um die Produkte menschlichen Geistes, die unabhängig von einem individuellen Bewusstsein (weiter-)existieren und Ursache für Veränderungen der 1. Welt (physikalische Welt) sein können.
Der große Vorteil des interaktionistischen Dualismus besteht darin, dass er sich mit der Alltagserfahrung der Menschen in Übereinstimmung befindet, da sie sich als geistige Wesen erfahren, getrennt von der physikalischen Welt, aber mit Hilfe ihrer Sinneswahrnehmungen, ihrer Handlungen und ihrer Sprache mit ihr und den Mitmenschen kommunizieren können.

### Okkasionalismus

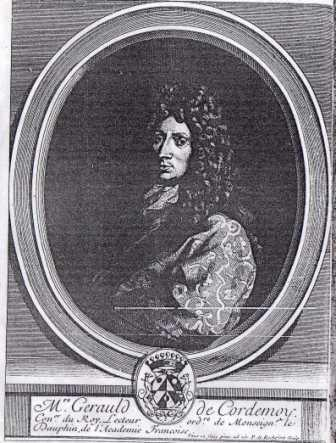
Géraud de Cordemoy (1626–1684), Vertreter des Okkasionalismus

Der sogenannte Okkasionalismus wurde im 17. Jahrhundert als Kritik des Influxionismus bzw. Korrektur des Cartesianismus vertreten und diskutiert. Gemeinsam sind den verschiedenen okkasionalistischen Theorien, dass sie sich gegen die Annahme eines physikalischen Einflusses (influxus physicus) aussprachen, allerdings ohne die cartesianische These einer substantiellen Unterscheidung des Psychischen und Physischen aufzugeben. Die Hauptthese des Okkasionalismus ist, dass anstatt eines physikalischen Einflusses vielmehr stets Gott Ursache jener Ereignisse sei, die vermeintlich durch die jeweilige andere Substanz verursacht wurden. Ein physikalischer Einfluss zwischen dem psychischen und physischen Substanzbereich finde demnach real nicht statt, sondern erscheine dem Betrachter nur als solcher, während Gott als tatsächliche Ursache verborgen bleibe.
Die okkasionalistischen Theorien unterscheiden sich hinsichtlich des Verständnisses, wie Gott durch okkasionelle Ursachen wirksam wird. Nach dem tradierten Verständnis, wie es annähernd etwa den Überlegungen von Géraud de Cordemoy und Louis de La Forge entspricht, korrigiere Gott gegebenenfalls (okkasionell) den jeweiligen Substanzbereich um das entsprechende Ereignis (concursus Dei). Das heißt zum Beispiel, dass ein mentales Ereignis wie etwa der freie Willensentschluss eines Menschen von Gott als solcher registriert und zum Anlass genommen wird, die mit dem jeweiligen Willensentschluss einhergehende Tätigkeit des Körpers zu verursachen. Ursächlich für die körperliche Tätigkeit sei mithin allein die okkasionelle Assistenz Gottes, der singulär und kausal wirksam in den jeweiligen Substanzbereich eingreife, um ihn dem anderen Substanzbereich entsprechend anzupassen. Allerdings wird diese Darstellung insbesondere den späteren Positionen des Okkasionalismus nicht gerecht. So nimmt etwa Arnold Geulincx schon keine singuläre Assistenz Gottes mehr an, sondern vertritt ähnlich wie später dann auch Gottfried Wilhelm Leibniz die These, dass Gott den geistigen und körperlichen Substanzbereich wie zwei gleichgehende Uhren im Vorhinein vollkommen aufeinander abgestimmt eingerichtet habe. Diese doppelte Verwendung desselben Gleichnisses und Leibniz’ vereinfachende Darstellung des Okkasionalismus hat in der Folge zu einer erheblich verkürzten Rezeption der durchaus stark divergierenden okkasionalistischen Lehren geführt. Insbesondere die theologische Dimension des Okkasionalismus, die besonders für dessen bekanntesten Vertreter Nicolas Malebranche maßgeblich war, fiel dabei außer Betracht.

### Epiphänomenalismus
Der Epiphänomenalismus ist eine spezielle Form des Eigenschaftsdualismus und ist von Thomas Henry Huxley entwickelt worden. Der Grundgedanke ist, dass das Verhältnis von Geist und Materie wie eine Einbahnstraße zu denken ist: Die Materie wirkt auf den immateriellen Geist, aber nicht umgekehrt. Der Geist ist hier lediglich eine „Begleiterscheinung“ physischer Ereignisse. Der Epiphänomenalismus hat jedoch ähnliche Probleme wie der interaktionistische Dualismus: Wo ist der Ort, an dem die Wirkung auf den Geist stattfindet? Wie hat man sich diese Wirkung vorzustellen? Problematisch ist auch, dass der Epiphänomenalismus dazu zwingt, die Verursachung geistiger Zustände durch andere geistige Zustände ebenso zu leugnen wie die Verursachung von Zuständen der Welt durch geistige Zustände. Die Vorstellung einer Zitrone (ein geistiger Zustand) kann demnach weder die Vorstellung säuerlichen Geschmacks (einen anderen geistigen Zustand) noch Speichelfluss (einen Zustand der Welt) verursachen. Der Epiphänomenalismus liefert jedoch keine starken Argumente dafür, die ohne weiteres für eine Aufgabe dieser Ursache-Wirkungs-Annahme sprechen. Der Epiphänomenalismus wird heute nur noch von wenigen vertreten, ein bekannter Fürsprecher war bis vor kurzem Frank Cameron Jackson.

### Eigenschaftsdualismus
Der Eigenschaftsdualismus hat in den letzten Jahren – durch David Chalmers – eine Renaissance erlebt. Der Eigenschaftsdualismus gehört nur bedingt in die Reihe der Dualismen: Im Gegensatz zu den anderen Positionen ist er ein Substanzmonismus, ist also sogar mit der These verträglich, dass alles aus kleinsten physischen Teilchen zusammengesetzt ist. Er besteht jedoch darauf, dass es nichtmaterielle Eigenschaften gibt. Chalmers nennt die Eigenschaft „auf bestimmte Art erlebt zu werden“ (die Qualia) eine nichtmaterielle Eigenschaft. Seine Überlegungen stützen sich auf den Begriff der Supervenienz und die Logik reduktiver Erklärungen. Eine wichtige Spielart des Eigenschaftsdualismus ist der Panpsychismus, der davon ausgeht, dass allen physikalischen Entitäten mentale Eigenschaften innewohnen.

## Monistische Antworten auf das Leib-Seele-Problem
Der Monismus besagt, im Gegensatz zum Dualismus, dass es nur eine Substanz gebe (z. B. nur geistig oder nur materiell), wobei die meisten monistischen Theorien materielle Monismen sind. Ein materieller Monismus besagt also, dass die einzig vorhandene Substanz die (physische) Materie sei. Es sind jedoch auch andere Formulierungen möglich: Man könnte auch behaupten, dass es keine Materie gebe, sondern nur den Geist. Ein solcher Monismus wird heute nur noch selten vertreten. Eine dritte Möglichkeit ist, eine Substanz anzunehmen, die weder physische Materie noch Geist ist. Das Mentale und das Physische wären dann entweder Modi oder bloße Eigenschaften dieser einen Substanz. Eine solche Position wurde von Baruch Spinoza vertreten.

### Idealistischer Monismus
Der idealistische Monismus, der besagt, dass es in Wahrheit nur Geist, aber keine Materie gebe, wird heute nur noch selten vertreten. Ein klassischer Befürworter dieses immaterialistischen Standpunkts ist George Berkeley. Die Behauptung, dass alles Körperliche auf das Geistige zurückgeführt werden könne, ist auch wesentlicher Bestandteil des ethischen Idealismus im Frühwerk von Fichte: Es gebe „keine für sich bestehende Welt: in allem, was wir erblicken, erblicken wir bloss den Wiederschein unserer eigenen inneren Thätigkeit.“
Als neuere Autoren, die für das Leib-Seele-Problem Lösungen im Bereich des Idealismus suchen, sind Dieter Henrich und Vittorio Hösle zu nennen. In jüngster Zeit sind auch Holm Tetens und Christian Tewes mit dieser Stoßrichtung aufgetreten.

#### Psychophysischer Parallelismus (idealistisch)

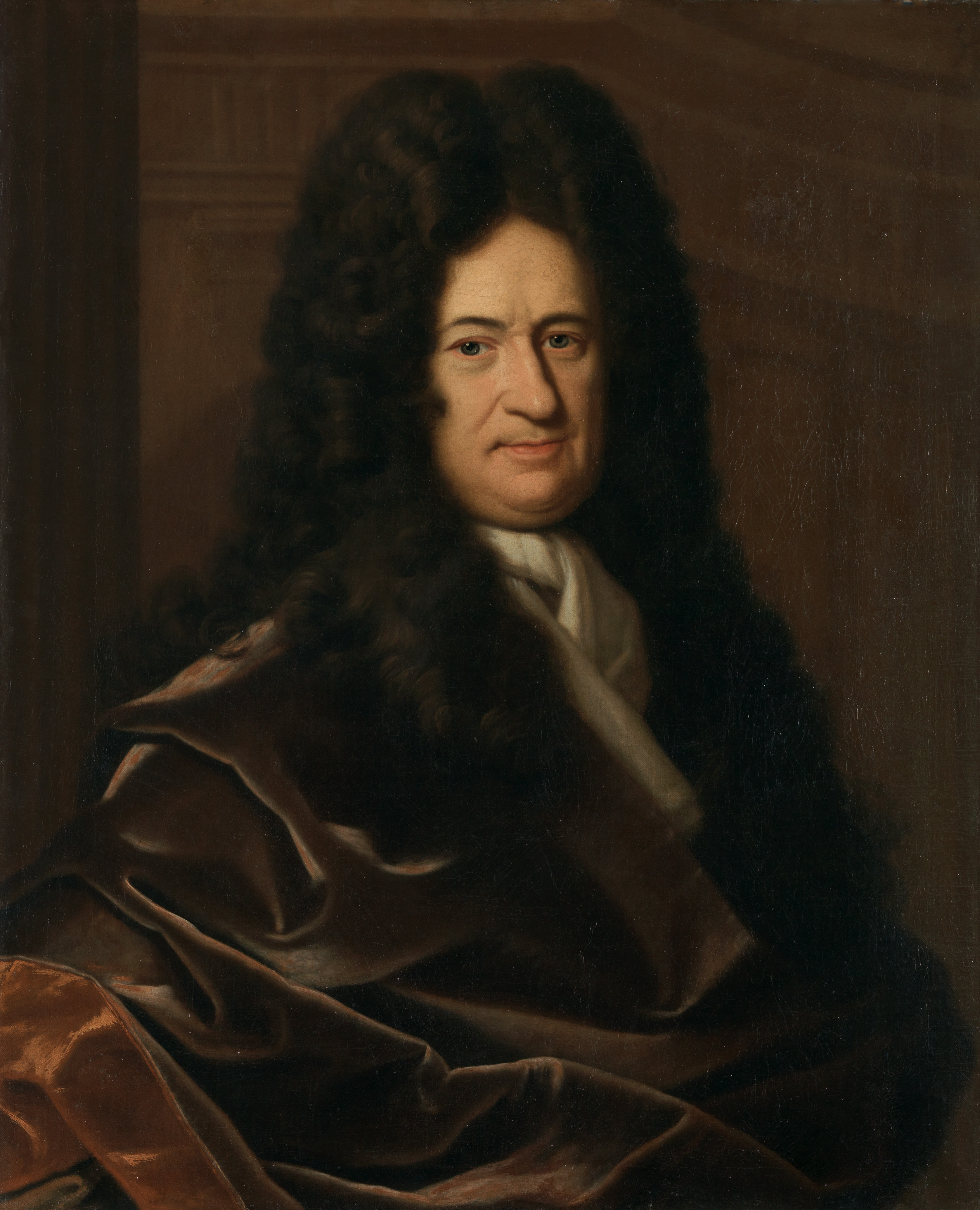
Gottfried Wilhelm Leibniz, Porträt von Christoph Bernhard Francke, um 1700

Auf idealistisch-monistischer Grundlage wird zunächst auch der psychophysische Parallelismus vertreten. Dieser geht davon aus, dass eine Ereignisparallelität zwischen einem psychischen und einem physischen Phänomenbereich besteht. Zum ersten Mal sprach Gottfried Wilhelm Leibniz von einem „Parallelismus zwischen Seele und Körper“ (parallélisme de l’ame et du corps). In seinem System der prästabilierten Harmonie werden der psychische und physische Phänomenbereich als harmonisierte bzw. parallelisierte Perspektiven auf ein und dasselbe Ereignis verstanden. Damit reagiert Leibniz kritisch sowohl auf die influxionistische als auch die okkasionalistische Lösung des Leib-Seele-Problems. Einerseits teilt er zwar die Kritik an Descartes’ impliziter Annahme eines Influxus physicus. Andererseits aber wendet er gegen den Okkasionalismus ein, dass die Annahme eines ständigen Wunders durch die Assistenz Gottes (Deus ex machina) einer wissenschaftlichen Betrachtung nicht Genüge tun könne. Stattdessen geht Leibniz von einer vollkommenen Schöpfung Gottes aus, der die Welt bestmöglich eingerichtet habe. Dadurch bestehe eine fortwährende Parallelität von Seele bzw. Geist und Körper, wodurch es bloß so scheinen würde als ob ein physikalischer Einfluss stattfinde. Damit steht Leibniz inhaltlich der okkasionalistischen These Arnold Geulincx’ zwar sehr nahe, dass Gott im Vorhinein das Psychische und Physische vollständig aufeinander abgestimmt erschaffen habe. Allerdings unterscheiden sich ihre Theorien darin, dass Geulincx dem cartesianischen Substanzdualismus verpflichtet blieb, während Leibniz ihn als einen übernommenen Fehler scharf zurückwies, der zu der problematischen Annahme eines Influxus physicus überhaupt erst Anlass gegeben habe.
Im 18. Jahrhundert wurde die Parallelismus-These zunächst durch Christian Wolff popularisiert und fand eine weite Verbreitung. Einflussreich wurde sie dann von Immanuel Kant als strenger Kausaldeterminismus kritisiert, da sie der Willensfreiheit entgegenstehe. Dieses Verständnis drückt sich etwa in seiner Bezeichnung „Prästabilism“ aus, die sich an Leibniz’ lateinische Bezeichnung „prästabilierte Harmonie“ anlehnt. Eine Renaissance erfuhr der Psychophysische Parallelismus im 19. Jahrhundert durch Gustav Theodor Fechner, der mit explizitem Bezug auf Leibniz’ Monadologie ebenfalls eine parallelistische Theorie entwickelte.

### Materialistischer Monismus

#### Psychophysischer Parallelismus (materialistisch)
Wie schon für Leibniz sind für Fechner Seele und Körper zwei Perspektiven auf ein und denselben Gegenstand. Von außen betrachtet erscheint der menschliche Körper physisch, von innen betrachtet psychisch. Im Unterschied zu Leibniz, der den Körper als bloßes Phänomen auffasste und die Seele als die zugrundeliegende Substanz, will Fechner das Psychische hingegen als bloß phänomenale Eigenschaft der im menschlichen Körper organisierten Materie verstanden wissen, womit seine Position zum Eigenschaftsdualismus zu rechnen ist. Fechners Theorie ist damit im Unterschied zur spiritualistischen Theorie Leibniz’ zudem ein materialistischer Lösungsansatz. Da nach Fechner das Psychische in gewisser Weise als identisch mit dem Physischen aufgefasst wird, bezeichnete Fechner selbst seine Theorie daher noch als „Identitätsansicht“. Erst gegen Ende des 19. Jahrhunderts kam dann in Anlehnung an Fechners Begriff der Psychophysik die Bezeichnung „psychophysischer Parallelismus“ auf.

#### Behaviorismus
Der Behaviorismus hat die Philosophie des Geistes in weiten Teilen der ersten Hälfte des 20. Jahrhunderts beherrscht. In der Psychologie war der Behaviorismus als Reaktion auf Probleme der Introspektion entstanden: Wenn jemand aufgrund von Introspektion über sein mentales Innenleben berichtet, so ist (oder war damals) keine Überprüfung der Aussagen möglich. Ohne allgemeine Überprüfbarkeit ist jedoch, so die Behavioristen, keine Wissenschaft möglich. Der Ausweg für die Psychologie: Sie sollte auf mentales Innenleben und Introspektion verzichten und stattdessen das Verhalten beschreiben. Man spricht bei diesem wissenschaftlichen Ansatz auch von methodologischem Behaviorismus. Sein Hauptvertreter war John B. Watson. Andere behavioristische Ansätze wie der Radikale Behaviorismus von B. F. Skinner akzeptieren dagegen innere Zustände als legitimen Forschungsgegenstand. So liegen beispielsweise behavioristische Theorien zum Träumen vor.
Parallel zu derartigen Entwicklungen der Psychologie entwickelte sich ein philosophischer Behaviorismus, gelegentlich auch als „logischer“ oder „analytischer“ Behaviorismus bezeichnet. Der Ansatz des philosophischen Behaviorismus ist physikalistisch: Mentale Zustände sind Verhaltensbeschreibungen bzw. -dispositionen. Einer der Hauptvertreter dieser Position innerhalb der Philosophie des Geistes war der britische Philosoph Gilbert Ryle. Dessen 1949 veröffentlichter Klassiker The Concept of Mind entwickelte einen an Ludwig Wittgenstein angelehnten Behaviorismus und prägte die anknüpfende philosophische Debatte über Jahrzehnte hinweg. Ein weiterer „Urvater“ des philosophischen Behaviorismus ist Carl Hempel, der in seinem Werk The Logical Analysis of Psychology stark von den Arbeiten Rudolf Carnaps geprägt war.

#### Identitätstheorie
Die von John Smart und Ullin Place entwickelte Identitätstheorie war die direkte Reaktion auf das Scheitern des Behaviorismus. Wenn mentale Zustände etwas Materielles sind, aber kein Verhalten, so sind mentale Zustände vermutlich mit materiellen Zuständen identisch. Die hier naheliegende Idee: Ein mentaler Zustand M ist nichts anderes als ein Gehirnzustand G. Der mentale Zustand „Wunsch nach einem Kaffee“ wäre also nichts anderes als „das ‚Feuern‘ bestimmter Nervenzellen in bestimmten Hirnregionen“.
Eine beliebte Analogie zur Veranschaulichung dieser Theorie ist die Identität von Wasser und H2O: Jedes Phänomen, das als Wasser bezeichnet werden kann, kann auch als H2O bezeichnet werden und umgekehrt. Die Eigenschaften von Wasser sind identisch mit den Eigenschaften von H2O. Es bedurfte jedoch eines lang andauernden wissenschaftlichen Prozesses, um den Begriff H2O zu gewinnen und ihn dem Alltagsverständnis von Wasser zuordnen zu können. In ebensolcher Weise gehen Anhänger der Identitätstheorie davon aus, dass der weitere wissenschaftliche Fortschritt in den Neurowissenschaften zunehmend Klarheit über die Identität von mentalen Zuständen und Gehirnzuständen bringen wird.
Zwei Arten von Identität müssen unterschieden werden, nämlich die zwischen Typ- und Token-Identität. Ein Token stellt ein konkretes Exemplar eines Typs dar, während Typen bestimmte Mengen von Exemplaren umfassen, die alle bestimmte Eigenschaften erfüllen. Ein Token ist identisch mit einem anderen Token, wenn es sich um dasselbe Exemplar handelt. So ist beispielsweise der Eiffelturm, den eine Person A gesehen hat, token-identisch mit dem Eiffelturm, den eine andere Person B gesehen hat. Smart stellt jedoch ursprünglich auf eine Typ-Identität ab: Wasser ist typ-identisch mit H2O. Aufgrund des im nächsten Absatz beschriebenen Problems der multiplen Realisierung lässt sich eine Typ-Identität für mentale Zustände und Gehirnzustände nur schwer aufrechterhalten.
Das Problem der multiplen Realisierung ist zuerst von Hilary Putnam formuliert worden. Hiernach scheint es klar zu sein, dass nicht nur Menschen, sondern auch z. B. Lurche Schmerzen haben können. Es scheint aber unwahrscheinlich, dass alle Wesen mit Schmerzen den gleichen Gehirnzustand aufweisen, da die Gehirne dieser Wesen sich strukturell stark unterscheiden. Wenn das aber nicht der Fall ist, dann kann der Schmerz auch nicht mit einem bestimmten Gehirnzustand identisch sein. Eine abgewandelte Form der Identitätstheorie kann nun einzelne Realisierungen zu eigenständigen Typen zusammenfassen und sagen: Menschenschmerzen sind identisch mit einem bestimmten Gehirnzustand eines Menschengehirns, während Lurchschmerzen identisch sind mit einem bestimmten Gehirnzustand eines Lurchgehirns. Ian Ravenscroft nennt dies eine eingeschränkte Typ-Identitätstheorie. Führt man diesen Gedankengang weiter, so gelangt man schließlich zu einer Token-Identitätstheorie, die lediglich noch die Identität mentaler Zustände eines Individuums mit dessen Gehirnzustand postuliert.
Zwischen Smarts beabsichtigter Typ-Identitätstheorie und einer Token-Identitätstheorie besteht der wesentliche Unterschied, dass Erstere reduktionistisch ist: Sie möchte unsere mentalen Zustände durch Rückführung auf eine andere Theorie verständlicher machen, so wie die Rückführung von Wasser auf H2O den gesamten Erklärungsapparat von Physik und Chemie auf Wasser anwendbar macht. Wenn mentale Zustände typ-identisch mit Gehirnzuständen sind, so lässt sich die Psychologie schließlich auf die Neurowissenschaft zurückführen. Bei Token-Identität ist dies jedoch nur noch eingeschränkt möglich, da jedes Gehirn sich in seiner Realisierung von jedem anderen Gehirn unterscheidet. Eine Token-Identitätstheorie ist demnach nicht-reduktionistisch.
Trotz dieser Probleme gibt es heute eine gewisse Renaissance der Identitätstheorie, welche vor allem Jaegwon Kim zu verdanken ist.
Die Identitätstheorie erhält Auftrieb dadurch, dass das physikalische Konzept der Materie und ihrer Wechselwirkungen erkennbar nicht abgeschlossen ist. Daraus erwächst die Hoffnung, dass sich aus zukünftigen Erweiterungen des physikalischen Verständnisses möglicherweise auf direktem Wege die Emergenz der neuen „Dimension“ des Bewusstseins ableiten lässt.

#### Funktionalismus
Der Funktionalismus wurde unter anderem von Hilary Putnam als Reaktion auf die Probleme der Identitätstheorie entwickelt. Die Idee lautet wie folgt: Wenn Wesen mit verschiedenen Gehirnzuständen den gleichen mentalen Zustand haben können (die Identitätstheorie also falsch ist), so muss dennoch etwas existieren, das die Gehirnzustände gemeinsam haben. Der Vorschlag der Funktionalisten ist es, den verschiedenen Gehirnzuständen den gleichen funktionalen Zustand zuzuordnen. Die mentalen Zustände wären dann funktionale Zustände.
Doch was sind funktionale Zustände? Dies wird oft am Beispiel von einfachen Automaten erklärt: Stellen wir uns einen Süßigkeitenautomaten vor. Dieser wirft bei einem Euro eine Süßigkeit aus. Nun kann man den Automaten mit verschiedenen Zuständen beschreiben: Es muss einen Zustand geben, in dem der Automat die Süßigkeit auswirft, ohne weiteres Geld zu fordern. Es muss aber auch Zustände geben, in denen der Automat noch einen Euro oder 50 Cent fordert, um etwas auszuspucken. Im Sinne der Automatentheorie lässt sich der Süßigkeitenautomat so durch abstrakte funktionale Zustände komplett beschreiben. Der Kern des Beispiels ist nun, dass die Beschreibung gilt, ganz egal, woraus der Automat konkret gemacht ist. Die Analogie ist klar: Mentale Zustände sollen funktionale Zustände sein, gleichgültig, von welchen Gehirnzuständen sie konkret realisiert werden.
Zentrales Problem des Funktionalismus ist das Bewusstsein. Als Beispiel dient ein als „China-Gehirn“ bezeichnetes Gedankenexperiment: Jeder Chinese besitze ein Handy und habe klare Anweisungen, welche Nummer er anrufen soll, wenn er von bestimmten anderen Nummern angerufen wird. Man stelle sich nun zusätzlich vor, dass die Zahl der Chinesen und die Zahl der Gehirnzellen eines menschlichen Gehirns gleich seien, und dass man eine Situation herstellen könne, in welcher der aktuelle Verbindungszustand im chinesischen Handynetz identisch mit dem Aktivierungszustand der Neuronen eines menschlichen Gehirns bei der Vorstellung des Eiffelturms sei. Dann ist es intuitiv kaum vorstellbar, dass die durch die Chinesen und deren Handynetz gebildete Gesamtheit tatsächlich allein auf Grund des aktuellen Verbindungszustands und der daraufhin gewählten Nummernfolgen eine Vorstellung des Eiffelturms entwickelt, noch irgendeine andere Vorstellung oder einen anderen mentalen Zustand. Gleichgültig welche Funktion der Verbindungszustand des chinesischen Handynetzes haben mag, ein irgendwie gearteter kollektiver mentaler Zustand ist keine plausible Annahme. Der Funktionalismus erklärt somit auch nicht das Phänomen des Bewusstseins des menschlichen Gehirns, denn inwiefern das Feuern bestimmter Neuronen zu einem bewussten mentalen Erleben führen sollte, bleibt selbst dann unerklärt, wenn dies eine bestimmte Funktion erfüllt.

#### Nichtreduktiver Materialismus und Emergenz
Bei vielen Philosophen kommen zwei Überzeugungen zusammen:
1. Der Materialismus ist wahr, mentale Zustände müssen materielle Zustände sein.
2. Die einzelnen reduktiven Vorschläge sind alle unbefriedigend: Mentale Zustände lassen sich nicht auf Verhalten, Gehirnzustände oder funktionale Zustände zurückführen.

Daraus ergibt sich die Frage, ob es einen nichtreduktiven Materialismus geben kann. Donald Davidsons anomaler Monismus ist ein Versuch, einen solchen Materialismus zu formulieren. Oft wird die Idee mit dem Begriff der Supervenienz formuliert: Mentale Zustände supervenieren über physischen Zuständen, sind aber nicht auf sie zurückführbar. „Supervenieren“ beschreibt dabei eine Abhängigkeitsbeziehung: Das Mentale kann sich nicht verändern, ohne dass sich das Physische verändert.
Auch der Emergenzbegriff spielt in den Debatten um den nichtreduktiven Materialismus eine zentrale Rolle. Ein Phänomen wird genau dann als „emergent“ bezeichnet, wenn es auf der Makroebene eines Systems erscheint, jedoch nicht auf der Mikroebene der Systemkomponenten. In diesem Sinne wird etwa davon ausgegangen, dass das Bewusstsein emergent ist, da Menschen Bewusstsein haben, man aber nicht den einzelnen Teilen des Menschen Bewusstsein zusprechen kann. Dabei wird das Emergenzkonzept häufig mit einer antireduktionistischen These kombiniert: Das Phänomen auf der Makroebene (in diesem Fall: Das Bewusstsein) lässt sich prinzipiell nicht auf die Mikroebene (also etwa Gehirnaktivitäten) zurückführen. In der Philosophie des Geistes ist umstritten, ob eine solche Position wieder zum Dualismus zurückführt. Kritiker des Emergenzbegriffes erklären, dass die Irreduzibilität der Makroebene im Rahmen einer materialistischen Theorie nicht verständlich sei.

#### Eliminativer Materialismus
Wenn man Materialist ist, die reduktiven Bemühungen für gescheitert hält und einen nichtreduktiven Materialismus für inkohärent hält, so kann man zu einem letzten Mittel greifen und behaupten: „Es gibt keine mentalen Zustände.“ Eliminative Materialisten behaupten, dass mentale Zustände von unserer Alltagspsychologie eingeführt worden sind. Wenn sich nun die Alltagspsychologie im Laufe der wissenschaftlichen Entwicklung als falsch herausstellt, so müssen wir auch die von ihr postulierten Entitäten abschaffen. Eliminativisten wie beispielsweise Patricia und Paul Churchland verweisen an dieser Stelle oft auf das Schicksal anderer, falscher Theorien im Laufe der Geschichte. Beispielsweise hat sich das System des Hexenglaubens als falsch herausgestellt. Die Konsequenz besteht in der Anerkennung der Nichtexistenz von Hexen.

#### Der Materialismus und seine Probleme
Die These des Materialismus ist, dass der Geist etwas Materielles sei. Eine solche Position hat das grundsätzliche Problem, dass der Geist Eigenschaften hat, die kein materieller Gegenstand besitzt. Der Materialismus versucht deshalb zu erklären, wie es sein kann, dass einem materiellen Gegenstand doch diese Eigenschaften zukommen. Oft wird das Projekt der diesbezüglichen Erklärung die „Naturalisierung des Geistes“ genannt. Was sind nun die kritischen Eigenschaften? Am bekanntesten sind wohl die beiden folgenden:

##### Qualia
Viele mentale Zustände haben die Eigenschaft, in bestimmter Weise erlebt zu werden. Das Wesentliche des mentalen Zustandes Schmerz ist etwa ganz offensichtlich, dass es weh tut. Doch woher kommt dieses Erleben (das Quale)? Nichts an einem neuronalen oder funktionalen Zustand deutet darauf hin, dass er von einem Schmerzerleben begleitet ist. Oft wird das Argument auch wie folgt formuliert: Die Vorgänge im Gehirn können (noch) nicht verständlich machen, warum sie mit entsprechendem Erlebnisgehalt ablaufen. Warum gehen viele Prozesse im Gehirn nicht ohne einen Funken Bewusstsein vonstatten? Dies scheint nicht erklärbar zu sein.
Es scheint aber dennoch so zu sein, dass die Wissenschaften diesen Erlebnisgehalt erklären müssten. Dies ergibt sich aus der Logik reduktiver Erklärungen: Wenn ich ein Phänomen (z. B. Wasser) reduktiv erklären will, so muss ich auch erklären, warum das Phänomen all die Eigenschaften hat, die es hat (z. B. Flüssigkeit, Durchsichtigkeit). Im Fall der mentalen Zustände müsste man erklären, warum sie die Eigenschaft haben, in bestimmter Weise erlebt zu werden.

##### Intentionalität

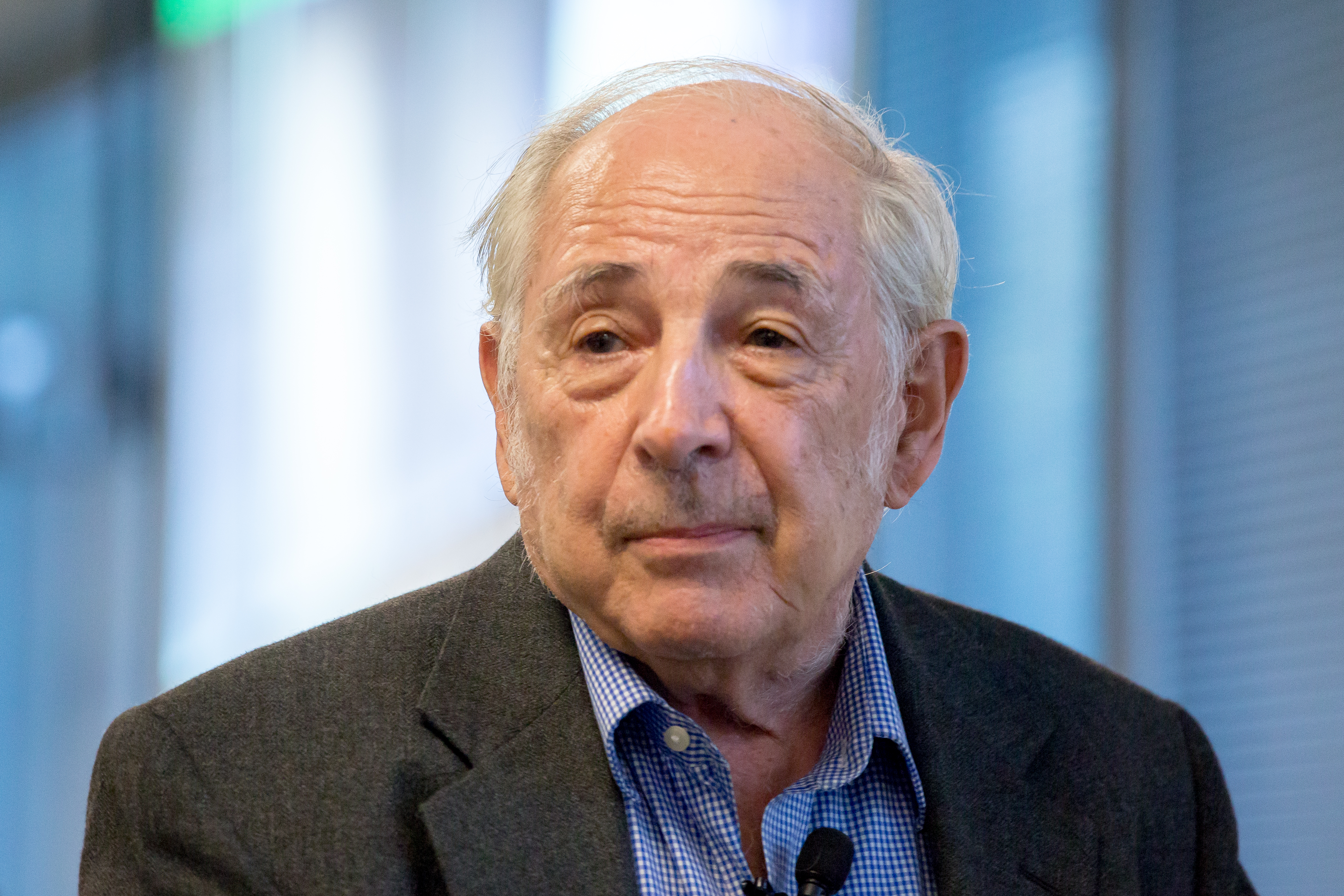
John Searle leistete Beiträge zur Intentionalität

Intentionalität bezeichnet die „Gerichtetheit“ der mentalen Zustände, die sie auch „wahrheitswertfähig“ macht. Das heißt, dass Gedanken richtig oder falsch sein können. Dies mag zunächst noch nicht rätselhaft erscheinen, doch wenn Gedanken auf Naturprozesse reduziert werden sollen, so entsteht ein Rätsel: Naturprozesse sind nicht richtig oder falsch – sie geschehen einfach. Es wäre sinnlos, von einem Gehirnprozess zu sagen, er sei richtig bzw. falsch. Gedanken bzw. geistige Urteile sind aber richtig oder falsch, wie können Gedanken da Naturprozesse sein?
Die Wahrheitswertfähigkeit der Gedanken kommt daher, dass Gedanken auf Sachverhalte gerichtet sind: Der Gedanke etwa, dass Herodot Historiker war, bezieht sich auf Herodot und den Sachverhalt, dass er Historiker war. Besteht der Sachverhalt, so ist der Gedanke richtig – sonst eben falsch. Doch woher kommt dieser Bezug? Im Gehirn laufen nur elektrochemische Prozesse ab, und die scheinen mit Herodot rein gar nichts zu tun zu haben.

### Neutraler Monismus

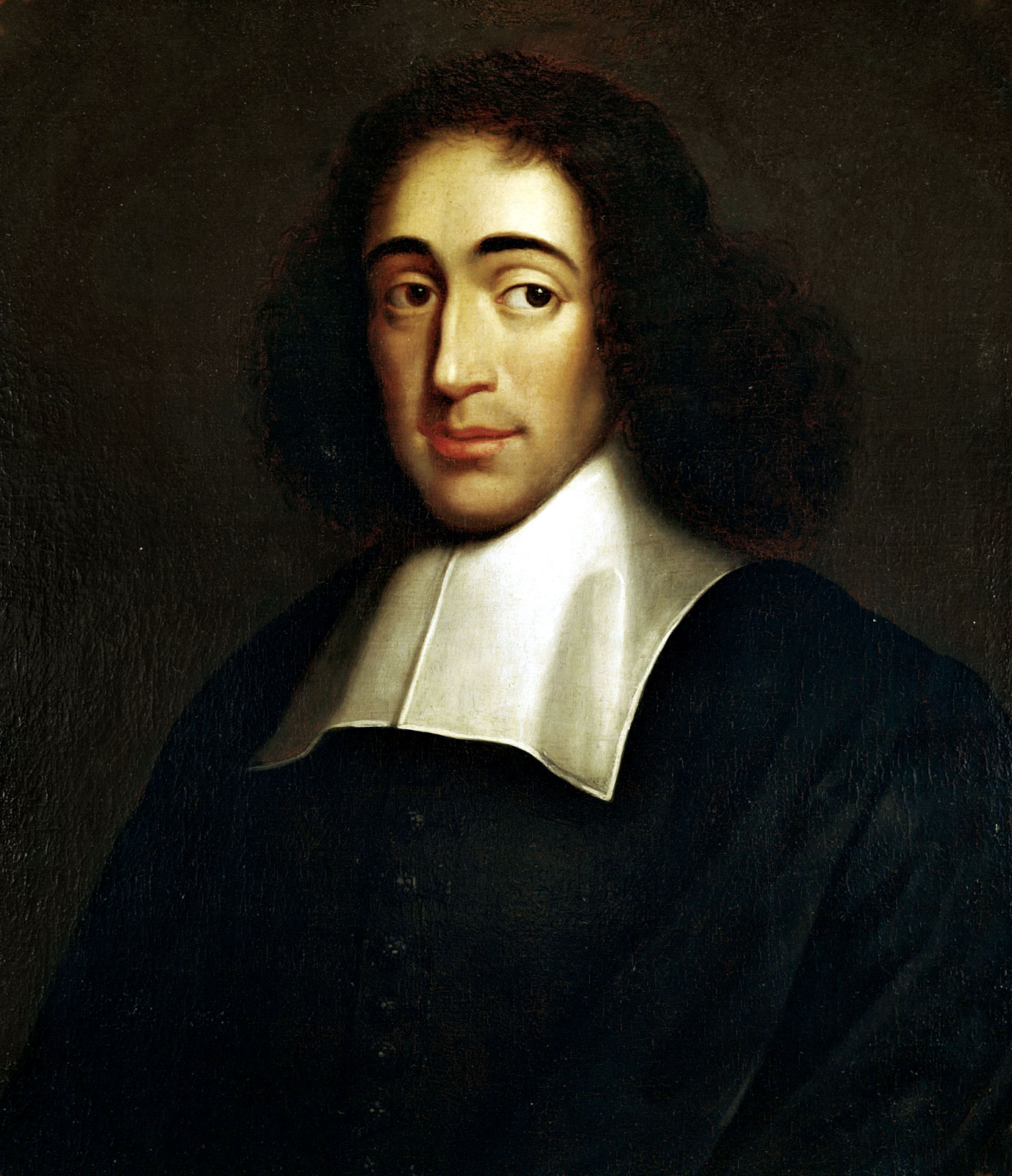
Baruch (de) Spinoza, Porträt um 1665

Der neutrale Monismus behauptet, dass alles Seiende seinem Wesen nach gleichartig ist, dass dieses Wesen selbst jedoch weder geistig noch physisch ist (während der Eigenschaftsdualismus zumeist von einer physischen Grundlage ausgeht). Als erster Hauptvertreter dieser Position wird Spinoza angesehen. „Spinoza begegnet möglichen Schwierigkeiten des Commerciums von Leib und Seele, indem er beide in einem höheren Prinzip vereinigt. Gott oder die Natur erscheint in Materie und Denken, die als Attribute der einen göttlichen Substanz gedeutet werden.“
Im 20. Jahrhundert ging Bertrand Russell für die gesamte Wirklichkeit von einer Sorte an Elementen aus, die selber weder als geistige noch als materielle Entitäten angesehen werden können (einem „neutral-stuff“, „which, in isolation, is neither mental nor material“), und prägte dadurch überhaupt den Begriff des Neutralen Monismus.

## Weder monistische noch dualistische Antworten auf das Leib-Seele-Problem
Manche Stellungnahmen zum Leib-Seele-Problem können weder dem Dualismus noch dem Monismus zugerechnet werden. Zum „Raum der möglichen Antworten“ zählen einerseits philosophische Positionen, die zwar den begrifflichen Rahmen (‚Leib–Seele‘, ‚Monismus–Dualismus‘) akzeptieren, darin aber eine dezidiert negativ Antwort (unlösbar, unbeantwortbar) geben, und andererseits positive Lösungsversuche, die mit einer vollständigen oder partiellen Zurückweisung des begrifflichen Rahmens beziehungsweise mit dessen Revision einhergehen.

### Negative Antworten im akzeptierten Begriffsrahmen
Der bekannteste Proponent einer negativen Antwort innerhalb des akzeptierten Begriffsrahmens ist Immanuel Kant. In den ‚Paralogismen‘ (besonders im ‚Vierten Paralogismus‘) seiner Kritik der reinen Vernunft zeigt er auf, dass die Begriffsbestimmungen, in denen das Leib-Seele-Problem sich stellt, zwar korrekt, aber nur auf dem Feld empirischer Erscheinungen anwendbar sind; eine transzendentale Anwendung führt die Vernunft notwendigerweise zu Fehlschlüssen (Paralogismen): „Wollte man aber den Begriff des Dualismus, wie es gewöhnlich geschieht, erweitern und ihn in transzendentalem Verstande nehmen, so hätten weder er noch der ihm entgegengesetzte Pneumatismus einerseits“, d. h. der idealistische Monismus, „oder der Materialismus andererseits“, d. h. der materialistische Monismus, „nicht den mindesten Grund“. Eine positive Lösung des Problems an sich kann es für Kant daher nicht geben.
Nach Colin McGinn ist die kognitive Ausstattung des Menschen aus evolutionären Gründen grundsätzlich ungeeignet, das Leib-Seele-Problem zu lösen. Diese und ähnliche Positionen werden im englischen Sprachraum als ‚New Mysterianism‘ bezeichnet.

### Positive Antworten mit verändertem Begriffsrahmen
Es gibt theoretische Positionen, aus deren Perspektive dichotome Begriffspaare wie ‚Monismus–Dualismus‘ oder ‚Leib–Seele‘ generell als unzulänglich erscheinen. Von Vertretern des Poststrukturalismus, etwa Gilles Deleuze, wird das Denken in binären Oppositionen wie ‚Monismus versus Dualismus‘ grundsätzlich kritisch gesehen: „Das Eine und das Viele sind Verstandesbegriffe, die die allzu weiten Maschen einer verfälschenden Dialektik bilden, die über den Gegensatz verfährt.“ An die Stelle dichotomer Klassifikationen (entweder ‚leiblich‘ oder ‚seelisch‘) soll eine positive ‚irreduzible Vielheit‘ treten.
Auf anderen Wegen kommen Vertreter der sprachphilosophischen Kritik zu der ähnlichen Einschätzung, dass es sich beim Leib-Seele-Problem um ein begrifflich erzeugtes Scheinproblem handle. Jeder Versuch, das Leib-Seele-Problem zu beantworten, stößt auf massive, insbesondere auch begriffliche Probleme. Es kann daher auch eine Option sein, das Leib-Seele-Problem als Scheinproblem zurückzuweisen. Eine solche Position wird heute insbesondere in der analytischen Philosophie in der Nachfolge Ludwig Wittgensteins vertreten. Die Vertreter einer solchen Position erklären, dass es ein Fehler sei, zu fragen, wie mentale und biologische Zustände zusammenpassen. Vielmehr sollte akzeptiert werden, dass Menschen in verschiedenen Weisen – etwa in mentalem und biologischem Vokabular – beschrieben werden können. Scheinprobleme entstehen nach Meinung der wittgensteinschen Tradition, wenn versucht wird, die Beschreibungsweisen aufeinander zu reduzieren, oder auch, wenn das mentale Vokabular in falschen Kontexten verwendet wird. Dies sei etwa der Fall, wenn im Gehirn nach mentalen Zuständen gesucht wird. Das Gehirn sei einfach der falsche Kontext für die Anwendung von mentalem Vokabular – die Suche nach mentalen Zuständen im Gehirn darum ein Kategorienfehler oder pure begriffliche Verwirrung.
Heute wird eine solche Position oft von Wittgenstein-Interpreten wie Peter Hacker vertreten. Auch Hilary Putnam, der Begründer des Funktionalismus, hielt zuletzt das Leib-Seele-Problem für ein Scheinproblem, welches mit Wittgenstein aufzulösen sei. In Deutschland findet sich eine entsprechende Auffassung bei Dirk Hartmann als Vertreter des methodischen Kulturalismus.
Des Weiteren werden theoretische Positionen vertreten, die insbesondere das Begriffspaar ‚Monismus–Dualismus’ als unzulänglich betrachten. So kann etwa der Panpsychismus auf eine Weise vertreten werden – wie etwa von Godehard Brüntrup –, die sich weder dem Monismus noch dem Dualismus subsumieren lässt. Der Hylemorphismus, wie er von Aristoteles begründet und durch Thomas von Aquin ausformuliert wurde, vermeidet den begrifflichen Rahmen ‚Monismus–Dualismus’ von vornherein, zahlt dafür aber den Preis, sich auf eine „umfassende Metaphysik im Hintergrund“ zu verpflichten, die in wesentlichen Punkten, etwa der Vier-Ursachen-Lehre, „konträr“ zu modernen Ontologien steht (Seele als ‚causa formalis’ der leiblichen Organisation).
Positionen sind zahlreich, etwa im Bereich der Phänomenologie, welche insbesondere das Begriffspaar ‚Leib–Seele‘ als unzulänglich zurückweisen. Der bekannteste Vertreter ist Martin Heidegger. In Sein und Zeit versucht er, der Frage nach dem Verhältnis von Leib und Seele überhaupt den Boden zu entziehen, indem er das Dasein von vornherein als die „unzerreißbare, strukturale Einheit“ des Phänomens ‚In-der-Welt-sein‘ auffasst und so zwar einen (nämlich hermeneutischen) Monismus vertritt, dabei aber die Konzepte ‚Leib bzw. Materie‘ und ‚Seele bzw. Geist‘ für ‚verfallene‘ Auslegungen erklärt.
Vertreten werden ferner verschiedene philosophische Positionen, welche das Verhältnis der Begriffe ‚Monismus–Dualismus‘ einer Revision unterziehen. Henri Bergsons Stellung zum Verhältnis von Leib und Seele überschreitet die Alternative von Monismus und Dualismus, denn er betrachtet beide als zeitlich auseinander hervorgehend (unter Vermeidung einer dialektischen Synthese im Stile Hegels, welche wieder die monistische Einheit privilegieren würde). – Dass es nicht die gedankliche, wohl aber die abstrakt begriffliche Fassung des Leib-Seele-Problems ist, welche dieses in die kontradiktorische Alternative ‚entweder Monismus oder Dualismus‘ hineinnötigt und damit zur Unlösbarkeit verdammt, ist die Position der von Dirk Fetzer vertretenen Dimensionsphilosophie. Verhalten sie sich der Sache nach zueinander wie ontologische Dimensionen (und dabei des näheren zueinander wie Prozess und individuelle Geschichtlichkeit), dann sollen sich Leib und Seele ohne Widerspruch ebenso sehr als ‚zwei‘ wie als ‚eines‘ zählen lassen. – Auch Lorenz Puntel macht vom Dimensionsbegriff einen ontologischen Gebrauch, um das Verhältnis von Leib bzw. Physis und Seele bzw. Geist zu strukturieren, hält aber durch den Gedanken ihrer „gegenseitiger Durchdringung“ an einer Dualismus-ähnlichen Binarität fest.
Schließlich werden Positionen vertreten, welche die Dichotomie ‚Monismus–Dualismus‘ für kategorial unterkomplex halten. Von Religionssystemen beeinflusste Denker (vgl. auch den folgenden Abschnitt zum Buddhismus) gehen oftmals von Grundstrukturen der Wirklichkeit aus, die den ‚Monismus-Dualismus‘-Gegensatz von vornherein überschreiten. Raimon Panikkar beispielsweise interpretiert den indischen Advaita-Vedanta, der sonst oft als monistisches System betrachtet wird (Atman und Brahman sind von seelischer Seinsart, advaita = „Nicht-Dualität“), vom Standpunkt einer trinitarischen Verfassung allen Seins.

## Philosophie des Geistes im Buddhismus
„Was aber ist nun, Herr, Alter und Tod, und wem wieder wird dieses Alter und dieser Tod zu eigen?“ „Die Frage ist nicht richtig“, erwiderte der Erhabene. „Wenn man sagte: ‚was ist Alter und Tod, und wem wieder wird dieses Alter und dieser Tod zu eigen?‘ – oder wenn man sagte: ‚ein anderes ist Alter und Tod, und ein anderes ist der, dem dieses Alter und dieser Tod zu eigen wird‘, so wäre beides ein und dasselbe, nur der Ausdruck wäre verschieden. Wenn die Anschauung besteht, Leben und Körper seien dasselbe, so gibt es keinen heiligen Wandel; oder wenn die Anschauung besteht, ein anderes sei das Leben, und ein anderes sei der Körper, so gibt es keinen heiligen Wandel. Diese beiden Enden vermeidend verkündet in der Mitte der Tathāgata (d. h. der „So-Gegangene“, also Buddha) die wahre Lehre: aus der Geburt als Ursache entsteht Alter und Tod.“
Östliche Traditionen wie der Buddhismus gehen nicht von einem dualistischen Leib-Seele-Modell aus, aber stellen fest, dass Körper und Geist zwei unterschiedliche Einheiten sind. Speziell im Buddhismus wird die Idee des kontinuierlichen Selbsts des Hinduismus (Atman) nicht akzeptiert (Anatta). Einige Schulen des Buddhismus gehen von einer sehr subtilen Ebene des Bewusstseins aus, das den Körper zum Zeitpunkt des Todes verlässt und zu einem neuen Leben übergeht.
Laut dem buddhistischen Gelehrten und Meditationsmeister Dharmakirti ist die Definition des Geistes bzw. des Bewusstseins das, was Klarheit und Erkennen ist. In dieser Definition bezieht sich „Klarheit“ auf die Natur des Geistes und „Erkennen“ auf die Funktion des Geistes. Geist ist Klarheit, weil er im Vergleich zu Objekten stets formlos ist und weil er die Fähigkeit besitzt, Dinge wahrzunehmen. Geist ist erkennend, weil es seine Funktion ist, zu wissen oder Objekte wahrzunehmen.
In Ornament of the Seven Sets sagt der buddhistische Gelehrte Khedrup Gelek Pelzang, dass Denken, Bewusstheit, Geist und „Erkenner“ Synonyme sind. Buddha erläuterte, dass der Geist, obwohl er formlos ist, trotzdem zur Form dazugehört. Demnach gehört unser Geist zu unserem Körper und ist über den ganzen Körper verteilt „ansässig“. Dies ist im Kontext dessen zu verstehen, wie das Bewusstsein der fünf Sinne und das geistige Bewusstsein entstehen. Es gibt viele verschiedene Arten der Geistes-Sinnes-Bewusstheit, geistige Bewusstheit, grobe Bewusstseine, feine Bewusstseine, sehr subtiles Bewusstsein, und sie alle sind formlos (d. h. ohne Gestalt, Farbe, Klang, Geruch, Geschmack oder haptische Eigenschaften), und sie alle haben die Funktion zu erkennen oder zu wissen. Es gibt keinen Geist ohne ein Objekt, das vom Geist erkannt wird. Auch wenn keines dieser Bewusstseine eine Form hat, können sie zur Form dazugehören.

## Berührungspunkte zu anderen Wissenschaften

### Physik
Die Physik selbst macht keine Aussagen zum Bewusstsein und kann dies bislang auch nicht. Jedoch gibt es namhafte Physiker, die eine persönliche Meinung zu diesem Thema haben.
Der Mensch ist ein körperliches Wesen, das als solches von den Naturwissenschaften beschrieben werden kann. Erwin Schrödinger geht von einer Absolutheit des Geistes aus und umreißt das Problem (1943) wie folgt:
„Unmittelbare Erfahrungen, so verschieden und ungleichartig sie auch sein mögen, können sich logischerweise nicht widersprechen. Wir wollen daher versuchen, ob wir nicht aus den folgenden beiden Prämissen den richtigen, widerspruchsfreien Schluß ziehen können:
1. Mein Körper funktioniert als reiner Mechanismus in Übereinstimmung mit den Naturgesetzen.
2. Doch weiß ich auf Grund meiner unmittelbaren Erfahrung, daß ich seine Bewegungen leite und deren Folgen voraussehe, die entscheidend und in höchstem Maße bedeutsam sein können; in diesem Falle übernehme ich die volle Verantwortung für sie.

Die einzig mögliche Folgerung aus diesen zwei Tatsachen ist die folgende: Ich – ich im weitesten Sinne des Wortes, d. h. jedes bewusst denkende geistige Wesen, das sich als ‚Ich‘ bezeichnet oder empfunden hat – ist die Person, sofern es überhaupt eine gibt, welche die ‚Bewegung der Atome‘ in Übereinstimmung mit den Naturgesetzen leitet.“
Roger Penrose stellt dem eine andere Sichtweise gegenüber. Wenn die geistigen Prozesse nicht absolut oder unabhängig sind, sondern von den körperlichen Prozessen abhängen, spielt die rein naturwissenschaftliche Beschreibung des Menschen in der Philosophie des Geistes eine große Rolle:
„Begriffe wie Geist und Psyche wären wenig nützlich, wenn der Geist keinen Einfluß auf den Körper hätte und auch von ihm nicht beeinflußt werden könnte. Wäre der Geist lediglich ein ‚Epiphänomen‘ – eine zwar spezifische, aber völlig passive Eigenschaft des Gehirnzustandes –, dann könnte dieser Zustand als bloßes Nebenprodukt des Körpers nicht auf ihn zurückwirken, und dem Geist käme offensichtlich nur eine ohnmächtige und unbedeutende Nebenrolle zu. Wenn der Geist den Körper dazu bringen könnte, die Naturgesetze zu verletzen, würde er die Exaktheit dieser rein physikalisch begründeten Naturgesetze stören. Deshalb ist eine rein dualistische Sicht kaum aufrechtzuerhalten. Selbst wenn die physikalischen Naturgesetze, denen der Körper unterworfen ist, dem Geist einen Freiraum zur Beeinflussung des Körpers lassen, dann muss diese Art von Freiheit selbst ein wichtiger Inhalt dieser Naturgesetze sein.“
In letzterem Fall sind prinzipiell alle Disziplinen von Bedeutung, die Prozesse beschreiben, welche mit dem Mentalen in Zusammenhang stehen. Entsprechend lang ist die Liste der wichtigen Wissenschaften: Biologie, Informatik, Kognitionswissenschaft, Kybernetik, Linguistik, Medizin, Pharmakologie, Psychologie usw.
Der französische Physiker Bernard d’Espagnat zieht in seinem Buch Auf der Suche nach dem Wirklichen aus verschiedenen Phänomenen in der Quantenphysik den Schluss, dass das Bewusstsein kein Teil der physikalischen Welt ist.
Max Tegmark gibt in seinem Buch Leben 3.0 eine physikalische Charakterisierung von Bewusstsein. Er definiert zunächst Intelligenz sehr allgemein als die Fähigkeit bestimmte komplexe Tätigkeiten auszuführen und benennt dann drei notwendige Fähigkeiten, die ein intelligentes System haben muss, um zu handeln: 1) Es muss sich erinnern können. 2) Es muss Berechnungen ausführen können. 3) Es muss lernen können. Bewusstsein wird durch eine weitere Eigenschaft erreicht. 4) Das System hat subjektive Eindrücke (Qualia). Die zentrale Idee Tegmarks ist es, dass Bewusstsein in einem emergenten Prozess entsteht, wenn wir Informationen fühlen, die in einer speziellen Art und Weise verarbeitet worden sind. Er argumentiert weiterhin, dass Intelligenz ein vom Substrat unabhängiges Muster darstellt, das von substratunabhängigen Mechanismen herrührt. Er beschränkt sich auf die Frage, welche physikalischen Eigenschaften bewusste von unbewussten Systemen unterscheiden. Diese Eigenschaften müssen durch physikalisch messbare Größen beschreibbar sein. Aus der zweifach höheren Ebene des Bewusstseins leitet er ab, dass Intelligenz sich in einem speziellen Muster äußert, ja ein bestimmtes Muster ist. In seiner Publikation Consciousness as a State of Matter beschreibt er Bewusstsein als einen neuen möglichen Materiezustand.
Der Neurowissenschaftler Giulio Tononi hat eine physikalisch begründete Theorie des Bewusstseins entwickelt, die Integrierte Informationstheorie (Integrated Information Theory). Diese versucht zu erklären, was Bewusstsein ist und warum es mit bestimmten physikalischen Systemen assoziiert sein könnte. In Anbetracht eines solchen Systems sagt die Theorie voraus, inwieweit dieses Bewusstsein hat. Laut IIT wird das Bewusstsein eines Systems durch seine kausalen Eigenschaften bestimmt und ist daher eine intrinsische, fundamentale Eigenschaft jedes physikalischen Systems. Die neueste Version der Theorie IIT 3.0 wurde 2014 veröffentlicht. Ausgehend von dieser Formulierung wurde ein allgemeiner statistischer Formalismus entwickelt, der es erlaubt den Grad der kausalen Abhängigkeit von Ereignissen quantitativ anzugeben.

### Neurowissenschaften
Theoretischer Hintergrund der Biologie, wie in den modernen Naturwissenschaften allgemein, ist meist ein materialistischer Ansatz. Als Studienobjekt fungieren zunächst physische Vorgänge, die als Grundlage von mentaler Tätigkeit und Verhalten angesehen werden. Der zunehmende Erfolg der Biologie als Erklärungsansatz mentaler Phänomene lässt sich vor allem durch das Ausbleiben einer Widerlegung der Grundannahme: „Keine Veränderung der mentalen Zustände eines Menschen ohne eine Veränderung seines Gehirns“ verstehen.
Mehrere Disziplinen innerhalb der Neurowissenschaften beschäftigen sich mit dem Zusammenhang von mentalen und physischen Prozessen:
- Die Sinnesphysiologie untersucht den Zusammenhang von Wahrnehmung und Reizverarbeitungsprozessen.
- Die kognitive Neurowissenschaft korreliert geistige Prozesse mit neuronalen Prozessen.
- Die Neuropsychologie beschreibt die Abhängigkeit geistiger Fähigkeiten von einzelnen Hirnregionen.
- Schließlich zeigt die Biologie durch ihren evolutionären Ansatz auf, dass sich das menschliche Nervensystem als Grundlage des Geistes sowohl ontogenetisch als auch phylogenetisch aus einfacheren Vorstufen entwickelt hat (siehe auch: Emergenz).

Der methodische Fortschritt der Neurowissenschaften, insbesondere der Einzug bildgebender Verfahren, führte in vergangenen Jahren vermehrt zur Formulierung von anspruchsvollen Forschungsprogrammen: Als Agenda gilt es, die neuronalen Prozesse geistiger Funktionen aufzudecken und zu verstehen. Die Forschung dazu befindet sich noch am Anfang (siehe auch: neuronales Korrelat des Bewusstseins). Einige wenige Neurobiologen, wie Emil Du Bois-Reymond und John Carew Eccles haben die prinzipielle Möglichkeit einer „Reduktion“ mentaler Phänomene auf Gehirnvorgänge aus teils religiösen Gründen verneint. Heute vertritt etwa der im deutschen Sprachraum bekannte Neurobiologe und Philosoph Gerhard Roth eine Form des nichtreduktiven Materialismus. Mit populärwissenschaftlichen Veröffentlichungen über Experimente zur Gehirnforschung brachte insbesondere der Psychiater, Psychologe und Hochschullehrer Manfred Spitzer das Thema der Selbstbestimmtheit in die Öffentlichkeit.

### Informatik
In Abgrenzung zum Maschinenbau, der die Maschinisierung körperlicher Tätigkeiten zu Gegenstand hat, befasst sich die Informatik mit der Automatisierung geistiger Arbeit. Eine Variation des einleitenden Leib-Seele-Problems tritt dort in Form der Trennung von Hard- und Software auf. Die Beziehung von beiden ist Gegenstand der Berechenbarkeitstheorie. Sie wird dort durch den Begriff der universellen Maschine beantwortet. Diese besteht aus einer Sammlung elementarster Tätigkeiten zusammen mit einer Methode, durch Interpretation eines Programms, das eine spezielle Tätigkeit beschreibt, eben diese auszuführen. Die Konstruktion ist grob vergleichbar etwa mit einer Spieluhr, deren Mechanik jedes Stück zu spielen vermag, dessen Noten in Form einer Walze vorliegen. Dass alle Tätigkeiten der Verarbeitung von Informationen so erfasst seien, ist die Behauptung der Church-Turing-These.
Ob hierdurch allerdings menschlicher Geist im allgemeinsten Sinne abdeckt werden kann, ist weniger Forschungsgegenstand als mehr individuelle Geneigtheit in der künstlichen Intelligenz. Hierzu müsste „Geist“ vollständig beschreibbar sein. Stand der Forschung ist, dass viele früher als „höhere“ Leistungen des Geistes betrachtete Tätigkeiten, wie Rechnen, Logik, Planung etc., leichter zu beschreiben sind als vermeintlich „niedere“, wie Wahrnehmung oder Motorik. Die Frage nach einer möglichen Empfindungsfähigkeit (Qualia), Bewusstsein, generell subjektiver Erscheinungsformen in Computern bzw. Robotern ist vollkommen unbeantwortet.

### Nahtod-Forschung
Im Bereich der Nahtod-Forschung kommt es unter anderem zu folgendem Phänomen: Beispielsweise während mancher Gehirnoperation wird das Gehirn künstlich und messbar deaktiviert. Dennoch berichten einige Patienten, in dieser Phase die Geschehnisse in der Umgebung wahrgenommen zu haben, also ein Bewusstsein gehabt zu haben. Ebenso berichten Patienten während eines Herzstillstands von Erlebnissen. Dabei gibt es folgende Problematik: Sobald das Gehirn nach einem Herzstillstand nicht mehr mit Blut und damit mit Sauerstoff versorgt wird, stellt das Gehirn nach etwa 15 Sekunden seinen normalen Betrieb ein, d. h., das Gehirn fällt in einen Zustand der Bewusstlosigkeit.
Bislang vermuten die Neurowissenschaften, dass das Bewusstsein vom Gehirn erzeugt wird. Dann könnte aber ein inaktives Gehirn kein Träger eines Bewusstseins sein. Einige Nahtod-Forscher sind davon überzeugt, dass das Bewusstsein nicht vom Gehirn erzeugt wird (z. B. der Kardiologe Pim van Lommel), oder halten dies für wahrscheinlich (z. B. der Psychologe und Philosoph Eckart Ruschmann).

### Psychologie
Die Psychologie ist die Wissenschaft, die am direktesten mentale Zustände untersucht. Konkret untersucht sie mentale Zustände wie etwa Freude, Furcht oder Zwangsvorstellungen. Dabei forscht die Psychologie nach Gesetzmäßigkeiten, die mentale Zustände untereinander oder mit dem Input und Output des Menschen verbinden.
Beispiele hierfür liefert etwa die Wahrnehmungspsychologie. So lassen sich allgemeine Prinzipien der Gestaltwahrnehmung entdecken. Eine gestaltpsychologische Gesetzmäßigkeit lautet: Gegenstände, die sich in dieselbe Richtung bewegen, werden als zusammengehörig wahrgenommen. Diese Gesetzmäßigkeit beschreibt eine Relation zwischen dem visuellen Input und den mentalen Wahrnehmungszuständen. Dieses Ergebnis sagt jedoch noch nichts über die Natur der Wahrnehmungszustände aus. Die von der Psychologie entdeckten Gesetzmäßigkeiten sind mit allen beschriebenen Antworten auf das Leib-Seele-Problem kompatibel.

### Systemtheorie
Gregory Bateson kommt in seiner „Ökologie des Geistes“ zu dem Ergebnis, dass das Geistige nicht die Eigenschaft eines Organs – etwa des Gehirns – oder eines Individuums – z. B. des Menschen – ist, sondern die Eigenschaft eines Systems, das Informationen transportieren kann. So gelangt Information von den äußeren Objekten in Form elektromagnetischer Wellen über das Sinnesorgan Auge über das Nervensystem ins Gehirn und geht von dort mittels effektorischer Nerven über die Sprachmotorik und das Transportmedium Luft in sprachlicher Form über das Sinnesorgan Ohr zum Mitmenschen, wird kommuniziert. Geist ist also diesem interagierenden System von Menschen, einer Gesellschaft bzw. einer Sprachgemeinschaft, immanent. Bateson: „In keinem System, das geistige Charakteristika aufweist, kann also irgendein Teil einseitige Kontrolle über das Ganze haben. Mit anderen Worten, die geistigen Charakteristika des Systems sind nicht einem Teil immanent, sondern dem System als ganzem.“ (Bateson 1985, S. 409).
Die Philosophie lebender Systeme folgt dieser kybernetischen Auffassung des Begriffs des Geistigen und untersucht die Frage nach der Speicherung des Geistigen, der Ideen, Baupläne, Hypothesen und Theorien. Das durch Interaktion gewonnene geistige Ergebnis benötigt zu seiner Konservierung einen materiellen Datenträger. Sie kommt zu dem Ergebnis, dass die Evolution die mittels Selektion erworbenen Erfahrungen im genetischen Code speichert (intrazelluläre Speicherung), der Mensch vermag seine Ideen, Erkenntnisse und Erfahrungen während seiner Lebenszeit wie alle Hirntiere körperintern zu speichern, aber er hat auch verschiedene körperexterne Datenspeichermöglichkeiten, wie Bücher und Computer, entwickelt, die nun das Geistige nicht nur in die Zukunft transportieren können wie die Gene, sondern es auch nahezu zeitgleich im Raum verbreiten. Damit hat der Mensch einen neuen Erbweg geschaffen und setzt eine „Evolution des Geistes“ in Gang.

### Global Consciousness Project
Das Global Consciousness Project (dt. „Globales Bewusstseinsprojekt“, Abk. GCP) ist ein langfristig angelegtes wissenschaftliches Experiment, an dem sich weltweit rund 100 Forscher und Ingenieure beteiligen. Mit Hilfe einer in Princeton entwickelten Technologie und Zufallsgeneratoren werden seit 1998 von einem weltweiten Netzwerk Daten gesammelt, die die Existenz eines „globalen Bewusstseins“ belegen sollen. Nach der Theorie des GCP erzeugen Ereignisse wie etwa Terroranschläge, die starke Emotionen bei vielen Menschen auslösen, messbare Ausschläge von dazu geeigneten Instrumenten.

## Konsequenzen der Philosophie des Geistes
Es gibt zahllose Themen, die nicht unberührt von den Ergebnissen der Philosophie des Geistes sein können. Offensichtliche Beispiele sind etwa die Natur und Endgültigkeit des Todes, die Natur der Emotionen, der Wahrnehmung und des Gedächtnisses. Auch die Frage, was eine Person ist und was ihre Identität ausmacht, hat viele Schnittstellen mit der Philosophie des Geistes. Zwei Themen, die im Zusammenhang mit der Philosophie des Geistes besondere Aufmerksamkeit erlangt haben, sind die Freiheit und das Selbst.

### Freiheit
Im Kontext der Philosophie des Geistes stellt sich die Frage nach der Freiheit des Willens in neuer Schärfe. Dies gilt zumindest, wenn man sich von Materialismus und Determinismus hat überzeugen lassen: Alle mentalen Zustände – also auch das menschliche Wollen – wären demnach materielle Zustände. Und die Naturgesetze legten demnach den Lauf der materiellen Welt komplett fest. Auch mentale Zustände wie Wollen und Handeln werden dann komplett durch die Naturgesetze festgelegt. Manche argumentieren nun weiter: Also können Menschen gar nicht selbst bestimmen, was sie wollen und tun. Oder zumindest stehen ihnen keine Handlungsalternativen offen. Folglich seien sie nicht frei.
Dieser Argumentation widersprechen zum einen die Kompatibilisten. Sie argumentieren, „Freiheit“ meine nicht Indeterminiertheit, sondern Wollen und Handeln nach bestem Wissen und Gewissen. In diesem Sinne können Menschen auch frei sein, wenn der Determinismus wahr ist. Der vielleicht bekannteste Kompatibilist der Philosophiegeschichte ist David Hume. Heute werden kompatibilistische Positionen etwa von John M. Fischer oder Daniel Dennett vertreten.

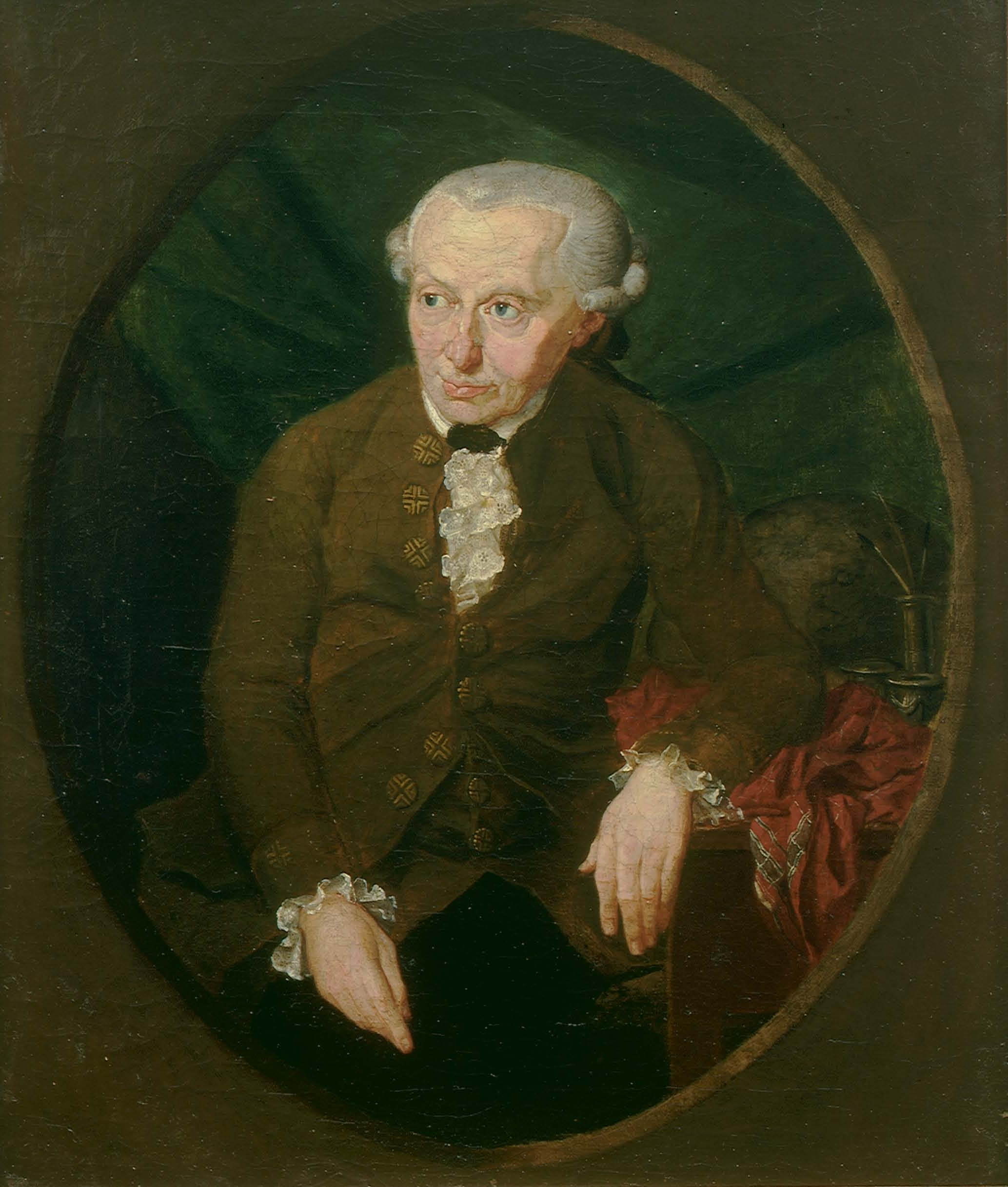
Immanuel Kant bestritt die Determiniertheit des Willens und vertrat die Willensfreiheit

Entgegen solchen kompatibilistischen Positionen vertreten Inkompatibilisten, dass sich freier Wille und Determinismus durchaus widersprechen. Falls daher Determinismus gilt, könne es keinen freien Willen geben. Doch es gibt auch Inkompatibilisten, die der Meinung sind, dass Menschen einen freien Willen haben. Diese Philosophen behaupten, dass der Lauf der Welt nicht vollständig durch die Naturgesetze festgelegt ist: Zumindest der Wille soll nicht determiniert und daher potentiell frei sein. Der bekannteste Philosoph, der üblicherweise dem Inkompatibilismus zugeordnet wird, ist Immanuel Kant. Ob nichtdeterministische physikalische Theorien dies stützen, wird sehr kontrovers beurteilt. Unabhängig davon werfen einige der Kritiker dem Inkompatibilismus vor, einen inkohärenten Begriff von Freiheit zu verwenden. Sie argumentieren wie folgt: Wenn unser Wille durch nichts determiniert ist, so ist es purer Zufall, was wir wollen. Wenn es purer Zufall ist, was wir wollen, so sind wir nicht frei. Also sind wir nicht frei, wenn unser Willen durch nichts determiniert ist. Verteidiger des Inkompatibilismus würden teils einwenden: Dieser Argumentation liegt die Annahme zugrunde, dass es in diesem Fall nur zwei Alternativen gibt: entweder mein Handeln ist fremdbestimmt oder vom Zufall bestimmt. Die Voraussetzung schließt bereits aus, dass es eine dritte Möglichkeit gibt: selbstbestimmten Willen. Per Definitionem setze das Konzept des Willens die Selbstbestimmtheit jedoch voraus.

### Selbst
Zudem hat die Philosophie des Geistes beachtliche Auswirkungen auf den Begriff des Selbst. Versteht man unter „Selbst“ den unveränderlichen Wesenskern einer Person, so werden die meisten Vertreter der Philosophie des Geistes wohl behaupten, dass es nichts Derartiges gibt.
Die Idee von einem Selbst als einem unveränderlichen Wesenskern entspringt der christlichen Vorstellung einer immateriellen Seele. Eine solche Vorstellung ist für die meisten heutigen Philosophen aufgrund ihrer materialistischen Grundüberzeugung nicht akzeptabel. Doch auch die Idee eines konstanten materiellen Wesenskerns – etwa realisiert in einem unveränderlichen Hirnareal – scheint aufgrund der empirischen Ergebnisse von Entwicklungspsychologie, Entwicklungsbiologie und Neurowissenschaft unplausibel.
Einige Philosophen erklären aufgrund dieser Probleme, dass wir aufhören sollten, von einem Selbst zu sprechen. Dies ist allerdings eine Minderheitenposition, verbreiteter ist die folgende Meinung: Man sollte unter dem „Selbst“ keinen unveränderlichen Wesenskern verstehen, sondern etwas, das sich in permanenter Veränderung befindet. Bekanntere Fürsprecher einer solchen Position sind z. B. Daniel Dennett und Thomas Metzinger. Ihrer Auffassung nach ist das Selbst/Ich/Seele/Bewusstsein ein im Gehirn auf neuronaler Basis entstandenes Selbstmodell. Es sei in der aktiven Auseinandersetzung mit einem Modell der Umwelt gebildet worden. Selbst/Ich/Seele/Bewusstsein sei das jeweils aktuelle Modell der Interaktion von Individuum und Umwelt. Es gebe keine zusätzlichen Qualia. Wahrnehmungen müssten nicht noch einmal zusätzlich „erlebt“ werden. Der gesamte neuronale Prozess von Wahrnehmung, über dessen Kategorisierung, emotionaler Bewertung, bis hin zur Reaktion sei als Ganzes bereits das Erleben.
Eine einflussreiche Minderheitenposition in der Frage des Selbst nimmt die Heidelberger Schule im Anschluss an Dieter Henrich ein. Insbesondere Manfred Frank hat, in laufender Auseinandersetzung mit der Analytischen Philosophie des Geistes, mit den Argumenten der Selbstbewusstseinstheorie den Gedanken eines irreduziblen Selbsts starkzumachen versucht.

### Einführungen
- Ansgar Beckermann: Analytische Einführung in die Philosophie des Geistes. Walter de Gruyter, Berlin 2008, ISBN 978-3-11-020424-7 (Umfangreichere und ausführlichere systematische und anspruchsvolle Einführung).
- Ansgar Beckermann: Aufsätze. Band 1: Philosophie des Geistes. Universitätsbibliothek Bielefeld, ISBN 978-3-943363-01-2, als PDF hier zum Download.
- Peter Bieri (Hrsg.): Analytische Philosophie des Geistes. 4. Auflage. Beltz, 2007, ISBN 978-3-407-32081-0.
- Jaegwon Kim: Philosophie des Geistes. Springer, Wien u. a. 1998, ISBN 3-211-83043-X.
- Brian McLaughlin, Ansgar Beckermann, Sven Walter (Hrsg.): Oxford Handbook in the Philosophy of Mind. Oxford University Press, 2009, ISBN 978-0-19-926261-8. Review von K. Godelek.
- Thomas Metzinger: Bewusstsein. Grundkurs Philosophie des Geistes. Band 1. mentis, Paderborn 2006, ISBN 3-89785-551-8 (Sammelband mit Beiträgen u. a. von Frank Jackson, Daniel Dennett, Joseph Levine, David Chalmers, Fred Dretske).
- Michael Pauen: Grundprobleme der Philosophie des Geistes. Eine Einführung. 4. Auflage. Fischer, Frankfurt am Main 2005, ISBN 3-596-14568-6.
- Jürgen Schröder: Einführung in die Philosophie des Geistes. Suhrkamp, Frankfurt am Main 2004, ISBN 3-518-29271-4.
- John Searle: Geist. Eine Einführung. Suhrkamp, Frankfurt am Main 2006, ISBN 3-518-58472-3.
- Patrick Spät (Hrsg.): Zur Zukunft der Philosophie des Geistes. mentis, Paderborn 2008, ISBN 978-3-89785-611-0 (Mit Beiträgen u. a. von Michael Esfeld, Albert Newen und Kai Vogeley, Klaus Mainzer, Thomas Metzinger, Wolfgang Prinz und Ansgar Beckermann).
- Dieter Sturma: Philosophie des Geistes. Reclam, Leipzig 2005, ISBN 3-379-20122-7.
- Dieter Teichert: Einführung in die Philosophie des Geistes. Wissenschaftliche Buchgesellschaft, Darmstadt 2006, ISBN 3-534-15463-0.

### Leib-Seele-Problem
- Ansgar Beckermann: Das Leib-Seele-Problem. Eine Einführung in die Philosophie des Geistes. UTB: Wilhelm Fink, München 2008, ISBN 978-3-8252-2983-2 (Kürzere systematische und anspruchsvolle Einführung).
- Godehard Brüntrup: Das Leib-Seele-Problem. Eine Einführung. 3. durchgesehene und erweiterte Auflage. Kohlhammer, Stuttgart 2008, ISBN 978-3-17-018890-7 (Systematische Einführung mit besonderer Berücksichtigung aktueller Entwicklungen).
- Friedrich Hermanni, Thomas Buchheim (Hrsg.): Das Leib-Seele-Problem. Antwortversuche aus medizinisch-naturwissenschaftlicher, philosophischer und theologischer Sicht. Wilhelm Fink, München 2006, ISBN 3-7705-4279-7 (Mit Beiträgen u. a. von Michael Pauen, Robert Spaemann, Vittorio Hösle und Christian Link).
- Marcus Knaup: Leib und Seele oder mind and brain? Zu einem Paradigmenwechsel im Menschenbild der Moderne. Alber, Freiburg 2013, ISBN 978-3-495-48626-9.
- Thomas Metzinger: Das Leib-Seele-Problem. Grundkurs Philosophie des Geistes. Band 2. mentis, Paderborn 2007, ISBN 978-3-89785-552-6.
- Arno Ros: Materie und Geist: Eine philosophische Untersuchung. mentis, Paderborn 2005, ISBN 3-89785-397-3.

### Dialog mit den Naturwissenschaften
- Gregory Bateson: Ökologie des Geistes. Anthropologische, biologische, und epistemologische Perspektiven. suhrkamp, Frankfurt am Main 1985, ISBN 3-518-28171-2.
- Brigitte Falkenburg: Mythos Determinismus. Wieviel erklärt uns die Hirnforschung? Springer, Heidelberg 2012, ISBN 978-3-642-25097-2.
- Carsten Könneker (Hrsg.): Wer erklärt den Menschen? Hirnforscher, Psychologen und Philosophen im Dialog. Fischer TB, Frankfurt am Main 2006, ISBN 3-596-17331-0 (Mit Beiträgen u. a. von Ansgar Beckermann, Michael Pauen, Thomas Metzinger, Albert Newen, Wolf Singer und Gerhard Roth).
- Ewald Richter: Wohin führt uns die moderne Hirnforschung? Duncker & Humblot, Berlin 2005, ISBN 3-428-11786-7.
- Erwin Schrödinger: Geist und Materie. Zsolnay, Wien 1986, ISBN 3-552-03810-8.

### Weitere Literatur
Philosophiebibliographie: Philosophie des Geistes – Zusätzliche Literaturhinweise zum Thema
Literatur zu Einzelthemen und -positionen findet sich in den verlinkten Hauptartikeln zu untergeordneten Themen.